# Brita Borg

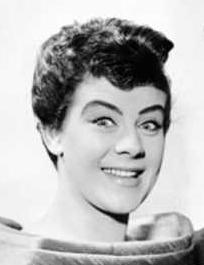
Brita Borg in 1958.

Poster met Brita Borg en Flickery Flies op "Children's Day" in Ystad 1964.

Brita Kerstin Gunvor Borg (Stockholm, 10 juni 1926 - Borgholm, 4 mei 2010) was een Zweedse zangeres en actrice.
In 1959 vertegenwoordigde ze Zweden op het Eurovisiesongfestival in Cannes. Het was de tweede deelname van Zweden en vanaf dat jaar werd Melodifestivalen georganiseerd om het Zweedse lied aan te duiden, met de nadruk op Zweedse lied. De winnaar van het festival had geen recht op een ticket de eerste twee jaren. Borg werd rechtstreeks verkozen om het winnende nummer Augustin van Siw Malmkvist op het songfestival te zingen. Van de elf deelnemers haalde Borg slechts een gedeelde negende plaats.
In 1969 stond Borg twintig weken in de Zweedse hitparade met het door Björn Ulvaeus, Benny Andersson en Stig Anderson geschreven nummer Ljuva Sextital.
Brita Borg overleed op 83-jarige leeftijd.

## Filmografie (selectie)
- 1940: Swing it magistern
- 1942: Kvinnan tar befälet
- 1943: Kajan går till sjöss
- 1944: Släkten är bäst
- 1948: Lilla Märta kommer tillbaka (als Inga)
- 1983: Polskan och puckelryggen (als Elena Lubiewska)
- 1984: Julstrul med Staffan och Bengt (televisieserie)
- 1991: T. Sventon och fallet Isabella

1958: Alice Babs · 
1959: Brita Borg · 
1960: Siw Malmkvist · 
1961: Lill-Babs · 
1962: Inger Berggren · 
1963: Monica Zetterlund · 
1965: Ingvar Wixell · 
1966: Lill Lindfors & Svante Thuresson · 
1967: Östen Warnerbring · 
1968: Claes-Göran Hederström · 
1969: Tommy Körberg · 
1971: Family Four · 
1972: Family Four · 
1973: Nova · 
1974: ABBA · 
1975: Lasse Berghagen · 
1977: Forbes · 
1978: Björn Skifs · 
1979: Ted Gärdestad · 
1980: Tomas Ledin · 
1981: Björn Skifs · 
1982: Chips · 
1983: Carola · 
1984: Herreys · 
1985: Kikki Danielsson · 
1986: Lasse Holm & Monica Törnell · 
1987: Lotta Engberg · 
1988: Tommy Körberg · 
1989: Tommy Nilsson · 
1990: Edin-Ådahl · 
1991: Carola · 
1992: Christer Björkman · 
1993: Arvingarna · 
1994: Marie Bergman & Roger Pontare · 
1995: Jan Johansen · 
1996: One More Time · 
1997: Blond · 
1998: Jill Johnson · 
1999: Charlotte Nilsson · 
2000: Roger Pontare · 
2001: Friends · 
2002: Afro-Dite · 
2003: Fame · 
2004: Lena Philipsson · 
2005: Martin Stenmarck · 
2006: Carola · 
2007: The Ark · 
2008: Charlotte Perrelli · 
2009: Malena Ernman · 
2010: Anna Bergendahl · 
2011: Eric Saade · 
2012: Loreen · 
2013: Robin Stjernberg · 
2014: Sanna Nielsen · 
2015: Måns Zelmerlöw · 
2016: Frans · 
2017: Robin Bengtsson · 
2018: Benjamin Ingrosso · 
2019: John Lundvik · 
2021: Tusse · 
2022: Cornelia Jakobs · 
2023: Loreen · 
2024: Marcus & Martinus · 
2025: KAJ
- Biblioteca Nacional de España: XX1743845
- International Standard Name Identifier: 0000 0000 6077 8341
- KulturNav: d4e8380e-4568-40f8-94cb-6e968540ca67
- MusicBrainz: 56a46fe3-541d-4e10-a925-9e36742a10e5
- Virtual International Authority File: 170149106174368491299